# Libertad (moneda)
Libertad (literalment en català llibertat) és una moneda mexicana sense valor nominal de curs legal feta d'argent o or de  Llei 0.999.
Produïda per la Casa de Moneda de Mèxic. Segons la Llei Monetària dels Estats Units Mexicans la Sèrie Libertad gaudeix de curs legal per l'equivalent en Pesos de la seva cotització diària que ha d'ésser determinada pel Banc de Mèxic en base en el Preu Internacional del metall fi contingut en elles. Tindran poder alliberador exclusivament en pagaments on el deutor demostra que rebé del creditor les referides monedes.
Les monedes de la Sèrie Libertad existeixen en denominacions de: 1 Quilogram, 5 i 2 unces només per a les monedes d'argent i 1, 1/2, 1/4 i 1/20 unça per a monedes d'or i argent.

## Disseny

### Sèrie Libertad
En 1981 es fixà com a anvers comú l'escut nacional. Al revers presenten el mateix disseny del Centenario, una Victòria Alada, representada al Monument del Ángel de la Independència, i com a fons els volcans Popocatépetl e Iztaccíhuatl. Per a les peces d'argent es considerà una unça i per a les d'or una, mitja i un quart d'unça. La intenció fou substituir al mercat la peça d'argent coneguda com a unça Troy de Balança i uniformar-la amb les peces d'or, donant-li a més caràcter amb poder alliberador. En 1991 s'addicionaren les monedes d'argent d'1/2, 1/4, 1/10 i 1/20 d'unça i d'or d'1/10 i 1/20 d'unça.
L'acabat de les peces de la Sèrie Libertad és Setí o Mirall tant com per a les monedes d'argent com per a les d'or.
| Quantitat de metall | Diàmetre argent | Diàmetre or | Disseny al anvers     | Disseny al revers                                                     | Metalls disponibles | Llei |
| ------------------- | --------------- | ----------- | --------------------- | --------------------------------------------------------------------- | ------------------- | ---- |
| 1 unça              | 36 mm           | 34.5 mm     | Escut nacional actual | L'Àngel de la Independència i els volcans Popocatépetl i Iztaccíhuatl | Or i argent         | .999 |
| 1/2 unça            | 30 mm           | 29 mm       | Escut nacional actual | L'Àngel de la Independència i els volcans Popocatépetl i Iztaccíhuatl | Or i argent         | .999 |
| 1/4 unça            | 25 mm           | 23 mm       | Escut nacional actual | L'Àngel de la Independència i els volcans Popocatépetl i Iztaccíhuatl | Or i argent         | .999 |
| 1/10 unça           | 20 mm           | 16 mm       | Escut nacional actual | L'Àngel de la Independència i els volcans Popocatépetl i Iztaccíhuatl | Or i argent         | .999 |
| 1/20 unça           | 16 mm           | 13 mm       | Escut nacional actual | L'Àngel de la Independència i els volcans Popocatépetl i Iztaccíhuatl | Or i argent         | .999 |

### Nova Sèrie Libertad
Com a conseqüència de la gran acceptació que han tengut les monedes d'or i argent pertanyents a la Sèrie Libertad, es considerà convenient redissenyar el revers de dites monedes per fer-lo més atractiu al públic. El canvi més important al nou disseny és que el  Monument de l'Àngel de la Independència que es representa al revers es troba en una altra perspectiva diferent. Així mateix, amb l'objecte d'ampliar les opcions d'inversió en argent, a aquesta sèrie se li afegiren dues noves mides: cinc i dues unces. Aquestes dues noves peces, igual que la d'una unça, presentan també un disseny diferent a l'anvers, ja que l'Escut Nacional apareix rodejat per diferents dissenys d'àguiles que han estat emprades com a Escut Nacional a través dels anys, així com l'àguila que apareix al Codi de Mendoza.
L'acabat de les peces de la Nova Sèrie Libertad és Setí o Mirall per a les monedes d'argent (excepte la d'1 Quilogram que és Mat-brillantor) i únicament Setí per a les d'or.
| Quantitat de Metall | Diàmetre Argent | Diàmetre Or | Disseny al anvers | Disseny al revers                                                     | Metalls disponibles | Llei |
| ------------------- | --------------- | ----------- | --- | --------------------------------------------------------------------- | ------------------- | ---- |
| 1 Quilogram         | 110 mm          | -           | Escut nacional actual rodejat per diferents dissenys d'àguiles que han estat emprades com a Escut Nacional a la història de Mèxic | L'Àngel de la Independència i els volcans Popocatépetl i Iztaccíhuatl | Argent              | .999 |
| 5 unces             | 65 mm           | -           | Escut nacional actual rodejat per diferents dissenys d'àguiles que han estat emprades com a Escut Nacional a la història de Mèxic | L'Àngel de la Independència i els volcans Popocatépetl i Iztaccíhuatl | Argent              | .999 |
| 2 unces             | 48 mm           | -           | Escut nacional actual rodejat per diferents dissenys d'àguiles que han estat emprades com a Escut Nacional a la història de Mèxic | L'Àngel de la Independència i els volcans Popocatépetl i Iztaccíhuatl | Argent              | .999 |
| 1 unça              | 40 mm           | 34.5 mm     | Escut nacional actual rodejat per diferents dissenys d'àguiles que han estat emprades com a Escut Nacional a la història de Mèxic | L'Àngel de la Independència i els volcans Popocatépetl i Iztaccíhuatl | Or i argent         | .999 |
| 1/2 unça            | 33 mm           | 29 mm       | Escut nacional actual | L'Àngel de la Independència i els volcans Popocatépetl i Iztaccíhuatl | Or i argent         | .999 |
| 1/4 unça            | 27 mm           | 23 mm       | Escut nacional actual | L'Àngel de la Independència i els volcans Popocatépetl i Iztaccíhuatl | Or i argent         | .999 |
| 1/10 unça           | 20 mm           | 16 mm       | Escut nacional actual | L'Àngel de la Independència i els volcans Popocatépetl i Iztaccíhuatl | Or i argent         | .999 |
| 1/20 unça           | 16 mm           | 13 mm       | Escut nacional actual | L'Àngel de la Independència i els volcans Popocatépetl i Iztaccíhuatl | Or i argent         | .999 |

## Quantitat de monedes encunyades de la Sèrie Libertad d'Argent.[6]

### Acabat Setí (Mat-Brillantor per a la d'1 Quilogram)
| Any  | 1/20 unça | 1/10 unça | 1/4 unça | 1/2 unça | 1 unça    | 2 unces | 5 unces | 1 Quilogram |
| ---- | --------- | --------- | -------- | -------- | --------- | ------- | ------- | ----------- |
| 1982 |           |           |          |          | 1'050,000 |         |         |             |
| 1983 |           |           |          |          | 1'002,200 |         |         |             |
| 1984 |           |           |          |          | 1'014,000 |         |         |             |
| 1985 |           |           |          |          | 2'017,000 |         |         |             |
| 1986 |           |           |          |          | 1'699,426 |         |         |             |
| 1987 |           |           |          |          | 500,000   |         |         |             |
| 1988 |           |           |          |          | 1'500,500 |         |         |             |
| 1989 |           |           |          |          | 1'396,500 |         |         |             |
| 1990 |           |           |          |          | 1'200,000 |         |         |             |
| 1991 | 50,017    | 50,017    | 50,017   | 50,618   | 1'650,518 |         |         |             |
| 1992 | 295,783   | 299,933   | 104,000  | 119,000  | 2'458,000 |         |         |             |
| 1993 | 100,000   | 100,000   | 90,500   | 90,500   | 1'000,000 |         |         |             |
| 1994 | 90,100    | 90,100    | 90,100   | 90,100   | 400,000   |         |         |             |
| 1995 | 50,000    | 50,000    | 50,000   | 50,000   | 500,000   |         |         |             |
| 1996 | 50,000    | 50,000    | 50,000   | 50,000   | 300,000   | 50,000  | 20,000  |             |
| 1997 | 20,000    | 20,000    | 20,000   | 20,000   | 100,000   | 15,000  | 10,000  |             |
| 1998 | 6,400     | 6,400     | 6,400    | 6,400    | 67,000    | 7,000   | 3,500   |             |
| 1999 | 8,001     | 8,000     | 7,000    | 7,000    | 95,000    | 5,000   | 2,800   |             |
| 2000 | 57,500    | 27,500    | 21,000   | 20,000   | 340,000   | 7,500   | 4,000   |             |
| 2001 | 25,000    | 25,000    | 25,000   | 20,000   | 725,000   | 6,700   | 4,000   |             |
| 2002 | 45,000    | 35,000    | 35,000   | 35,000   | 850,000   | 8,700   | 5,200   | 1,820       |
| 2003 | 50,000    | 20,000    | 22,000   | 28,000   | 805,000   | 9,500   | 6,000   | 1,514       |
| 2004 | 30,000    | 15,000    | 15,000   | 20,000   | 450,000   | 8,000   | 3,923   | 1,501       |
| 2005 | 15,000    | 9,277     | 15,000   | 10,000   | 698,281   | 3,549   | 2,401   | 500         |
| 2006 | 20,000    | 15,000    | 15,000   | 15,000   | 300,000   | 5,800   | 3,000   | 874         |
| 2007 | 3,500     | 3,500     | 3,500    | 3,500    | 200,000   | 8,000   | 3,000   | 700         |
| 2008 | 7,000     | 10,000    | 9,000    | 9,000    | 950,000   | 17,000  | 9,000   | 1,700       |
| 2009 | 10,000    | 10,000    | 10,000   | 10,000   | 1'650,000 | 46,000  | 21,000  | 1,700       |
| 2010 | 12,000    | 12,000    | 15,500   | 20,000   | 1'000,000 | 14,000  | 9,500   | 1,500       |

### Acabat Mirall
| Any  | 1/20 unça | 1/10 unça | 1/4 unça | 1/2 unça | 1 unça | 2 unces | 5 unces |
| ---- | --------- | --------- | -------- | -------- | ------ | ------- | ------- |
| 1982 |           |           |          |          |        |         |         |
| 1983 |           |           |          |          | 998    |         |         |
| 1984 |           |           |          |          |        |         |         |
| 1985 |           |           |          |          |        |         |         |
| 1986 |           |           |          |          | 30,006 |         |         |
| 1987 |           |           |          |          | 12,000 |         |         |
| 1988 |           |           |          |          | 10,000 |         |         |
| 1989 |           |           |          |          | 10,000 |         |         |
| 1990 |           |           |          |          | 10,000 |         |         |
| 1991 |           |           |          |          | 10,000 |         |         |
| 1992 | 5,000     | 5,000     | 5,000    | 5,000    | 10,000 |         |         |
| 1993 | 5,002     | 5,002     | 5,002    | 5,002    | 5,002  |         |         |
| 1994 | 5,002     | 5,002     | 5,002    | 5,002    | 5,002  |         |         |
| 1995 | 2,000     | 2,000     | 2,000    | 2,000    | 2,000  |         |         |
| 1996 | 1,000     | 1,000     | 1,000    | 1,000    | 2,000  | 1,200   | 1,200   |
| 1997 | 800       | 800       | 800      | 800      | 1,500  | 1,300   | 1,300   |
| 1998 | 300       | 300       | 300      | 2,500    | 500    | 400     | 400     |
| 1999 | 600       | 600       | 600      | 600      | 600    | 280     | 100     |
| 2000 | 900       | 1,000     | 700      | 700      | 1,600  | 500     | 500     |
| 2001 | 1,500     | 1,500     | 1,000    | 1,000    | 2,000  | 500     | 600     |
| 2002 | 2,800     | 2,800     | 2,800    | 2,800    | 3,800  | 1,000   | 1,000   |
| 2003 | 4,400     | 4,900     | 3,900    | 3,400    | 5,400  | 800     | 1,500   |
| 2004 | 2,700     | 2,500     | 2,500    | 2,500    | 3,000  | 1,000   | 800     |
| 2005 | 2,600     | 3,000     | 2,400    | 2,800    | 3,300  | 600     | 1,000   |
| 2006 | 3,300     | 3,000     | 2,900    | 2,900    | 4,000  | 1,100   | 700     |
| 2007 | 4,000     | 4,000     | 3,000    | 1,500    | 5,800  | 500     | 500     |
| 2008 | 3,300     | 5,000     | 2,900    | 2,500    | 11,000 | 1,000   | 900     |
| 2009 | 5,000     | 5,000     | 3,000    | 3,000    | 10,000 | 6,200   | 5,000   |
| 2010 | 10,000    | 10,000    | 5,000    | 5,000    | 10,000 | 1,300   | 2,000   |

## Quantitat de monedes encunyades de la Sèrie Libertad d'Or.[7]

### Acabat Setí
| Any  | 1/20 unça | 1/10 unça | 1/4 unça | 1/2 unça | 1 unça  |
| ---- | --------- | --------- | -------- | -------- | ------- |
| 1981 |           |           | 313,000  | 193,000  | 596,000 |
| 1982 |           |           |          |          |         |
| 1983 |           |           |          |          |         |
| 1984 |           |           |          |          |         |
| 1985 |           |           |          |          |         |
| 1986 |           |           |          |          |         |
| 1987 |           |           |          |          |         |
| 1988 |           |           |          |          |         |
| 1989 |           |           |          |          |         |
| 1990 |           |           |          |          |         |
| 1991 | 10,000    | 10,000    | 10,000   | 10,000   | 109,193 |
| 1992 | 65,225    | 50,777    | 28,106   | 25,220   | 46,281  |
| 1993 | 10,000    | 10,000    | 2,500    | 2,500    | 73,881  |
| 1994 | 10,000    | 10,000    | 2,500    | 2,500    | 1,000   |
| 1995 |           |           |          |          |         |
| 1996 |           |           |          |          |         |
| 1997 |           |           |          |          |         |
| 1998 |           |           |          |          |         |
| 1999 |           |           |          |          |         |
| 2000 | 5,300     | 3,500     | 2,500    | 1,500    | 2,730   |
| 2001 |           |           |          |          |         |
| 2002 | 5,000     | 5,000     | 5,000    | 5,000    | 15,000  |
| 2003 | 800       | 300       | 300      | 300      | 500     |
| 2004 | 4,000     | 2,000     | 1,500    | 500      | 3,000   |
| 2005 | 3,200     | 500       | 500      | 500      | 3,000   |
| 2006 | 3,000     | 2,500     | 1,500    | 500      | 4,000   |
| 2007 | 1,200     | 1,200     | 500      | 500      | 2,500   |
| 2008 | 800       | 2,500     | 800      | 300      | 800     |
| 2009 | 2,000     | 9,000     | 3,000    | 3,000    | 6,200   |
| 2010 | 1,500     | 4,500     | 1,500    | 1,500    | 4,000   |

### Acabat Mirall
| Any  | 1/20 unça | 1/10 unça | 1/4 unça | 1/2 unça | 1 unça |
| ---- | --------- | --------- | -------- | -------- | ------ |
| 1982 |           |           |          |          |        |
| 1983 |           |           |          |          |        |
| 1984 |           |           |          |          |        |
| 1985 |           |           |          |          |        |
| 1986 |           |           |          |          |        |
| 1987 |           |           |          |          |        |
| 1988 |           |           |          |          |        |
| 1989 |           |           |          | 704      |        |
| 1990 |           |           |          |          |        |
| 1991 |           |           |          |          |        |
| 1992 |           |           |          |          |        |
| 1993 |           |           |          |          |        |
| 1994 |           |           |          |          |        |
| 1995 |           |           |          |          |        |
| 1996 |           |           |          |          |        |
| 1997 |           |           |          |          |        |
| 1998 |           |           |          |          |        |
| 1999 |           |           |          |          |        |
| 2000 |           |           |          |          |        |
| 2001 |           |           |          |          |        |
| 2002 |           |           |          |          |        |
| 2003 |           |           |          |          |        |
| 2004 |           |           | 1,000    |          |        |
| 2005 | 400       | 400       | 2,600    | 400      | 250    |
| 2006 | 520       | 520       | 2,120    | 520      | 520    |
| 2007 | 500       | 500       | 1,500    | 500      | 500    |
| 2008 | 500       | 500       | 800      | 500      | 500    |
| 2009 | 600       | 600       | 1,700    | 600      | 600    |
| 2010 | 600       | 600       | 1,000    | 600      | 600    |